# Logănești, Hîncești
Logănești este un sat din raionul Hîncești, Republica Moldova.

## Demografie

### Structura etnică
Structura etnică a localității conform recensământului populației din 2004:
| Grup etnic                                               | Populație | % Procentaj  |
| -------------------------------------------------------- | --------- | ------------ |
| Băștinași declarați Moldoveni Băștinași declarați Români | 4.071 28  | 98,83% 0,68% |
| Ruși                                                     | 8         | 0,19%        |
| Ucraineni                                                | 5         | 0,12%        |
| Alții                                                    | 7         | 0,17%        |
| Total                                                    | 4.119     |              |

## Administrație și politică
Componența Consiliului local Logănești (13 consilieri), ales la 5 noiembrie 2023, este următoarea:
|  | Partid                                       | Consilieri | Componență | Componență | Componență | Componență | Componență | Componență | Componență | Componență | Componență | Componență |
|  | -------------------------------------------- | ---------- | ---------- | ---------- | ---------- | ---------- | ---------- | ---------- | ---------- | ---------- | ---------- | ---------- |
|  | Partidul Acțiune și Solidaritate             | 10         |            |            |            |            |            |            |            |            |            |            |
|  | Partidul Social Democrat European            | 2          |            |            |            |            |            |            |            |            |            |            |
|  | Partidul Socialiștilor din Republica Moldova | 1          |            |            |            |            |            |            |            |            |            |            |

## Galerie de imagini

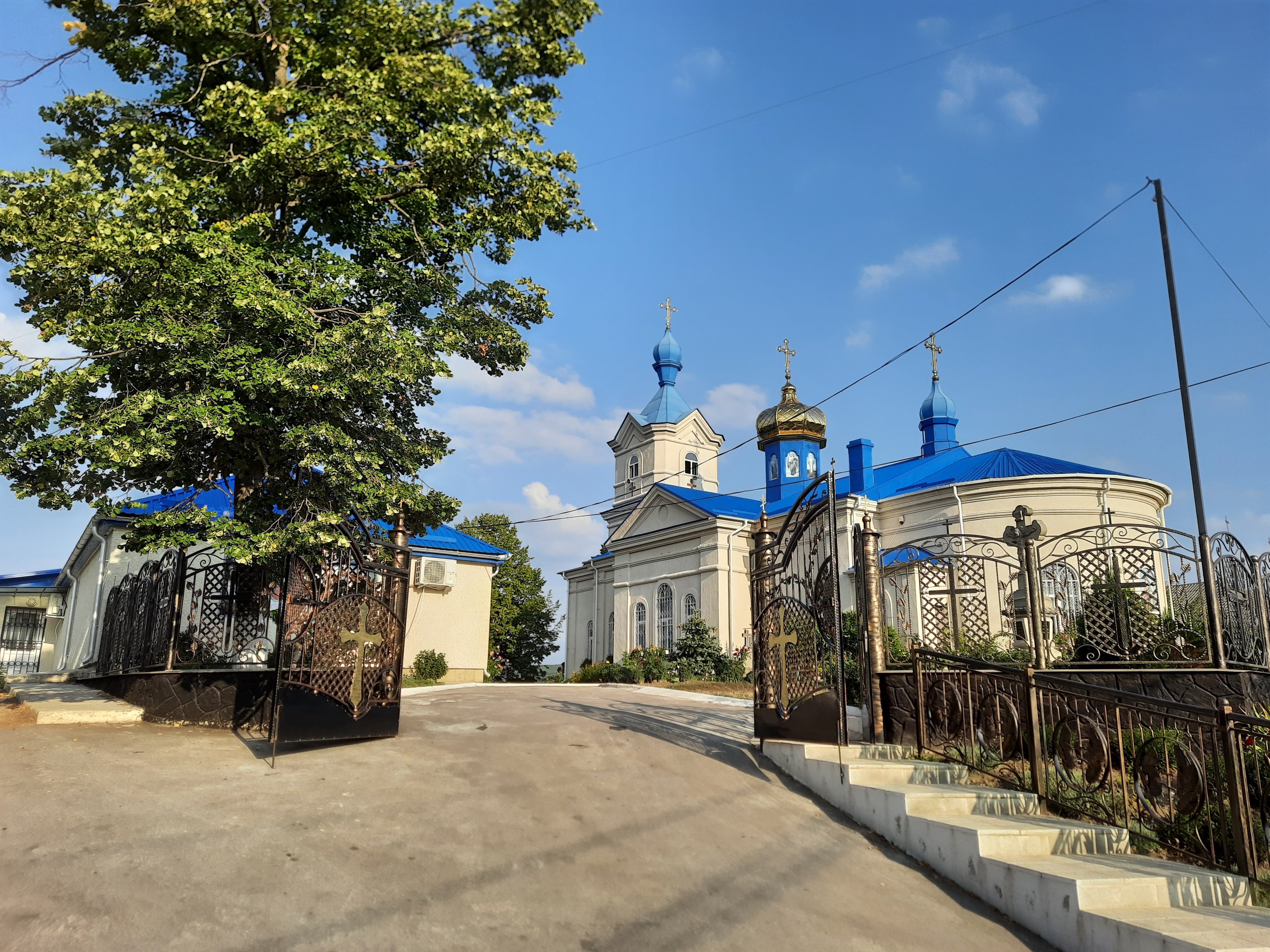
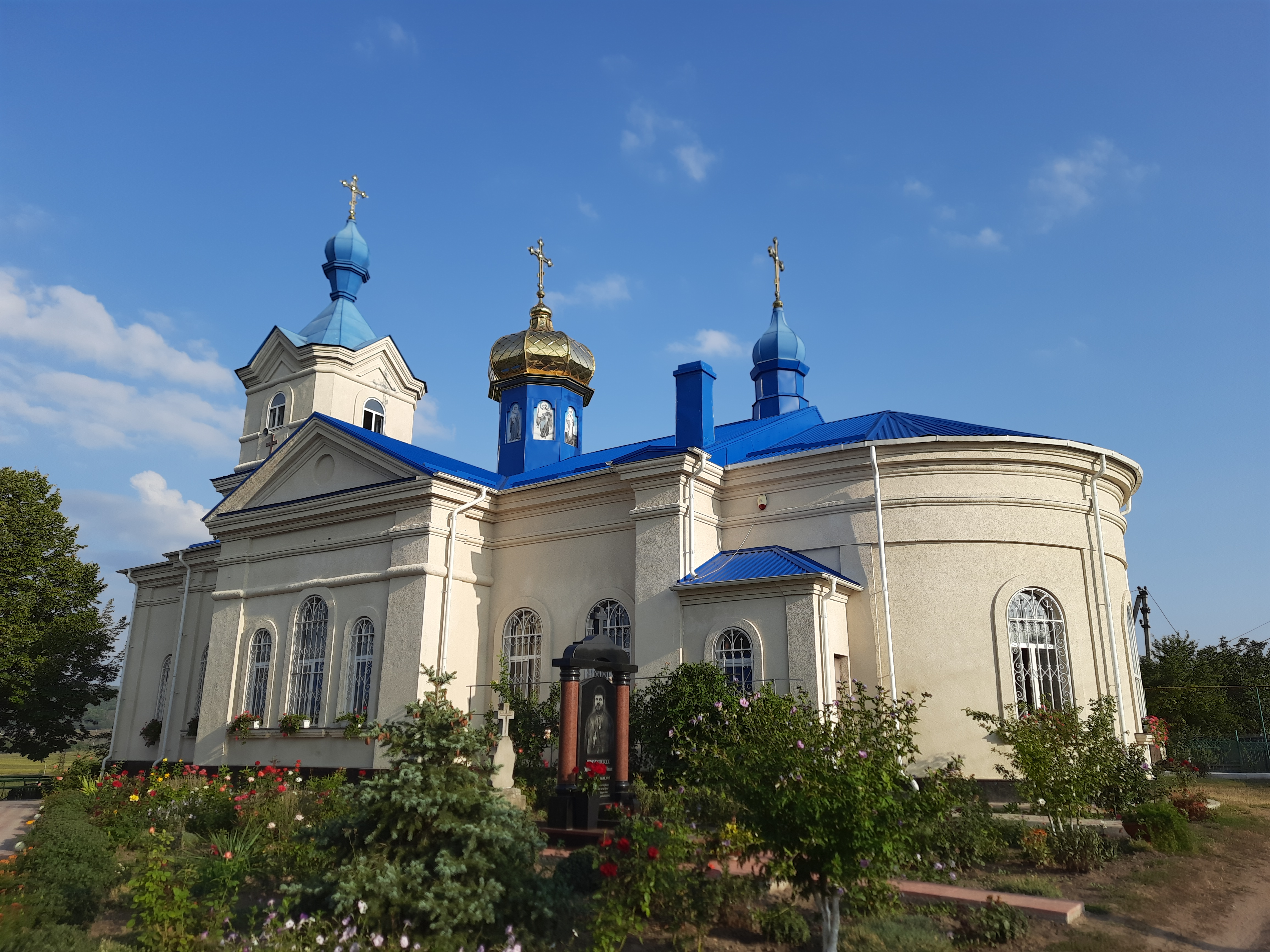
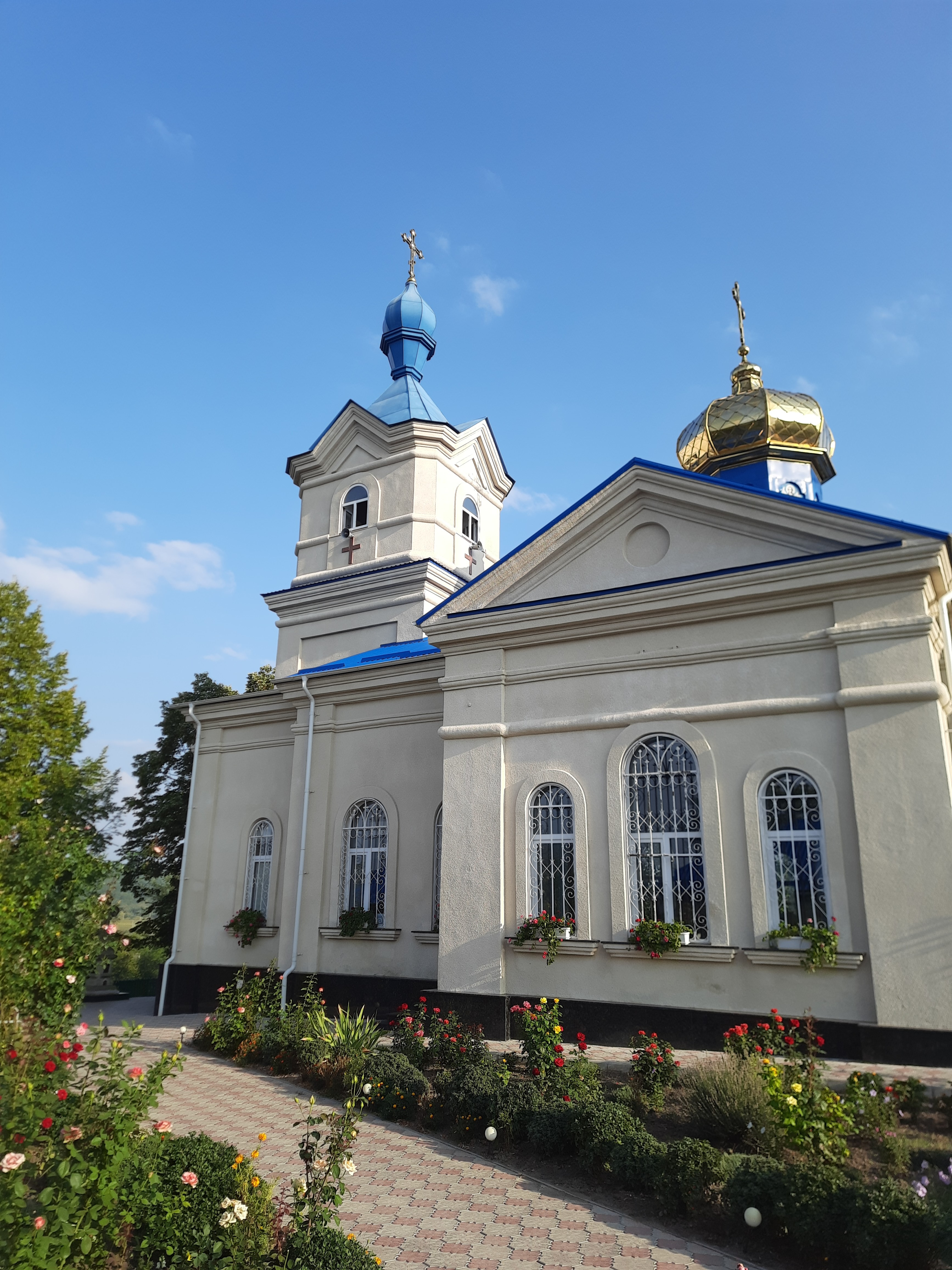
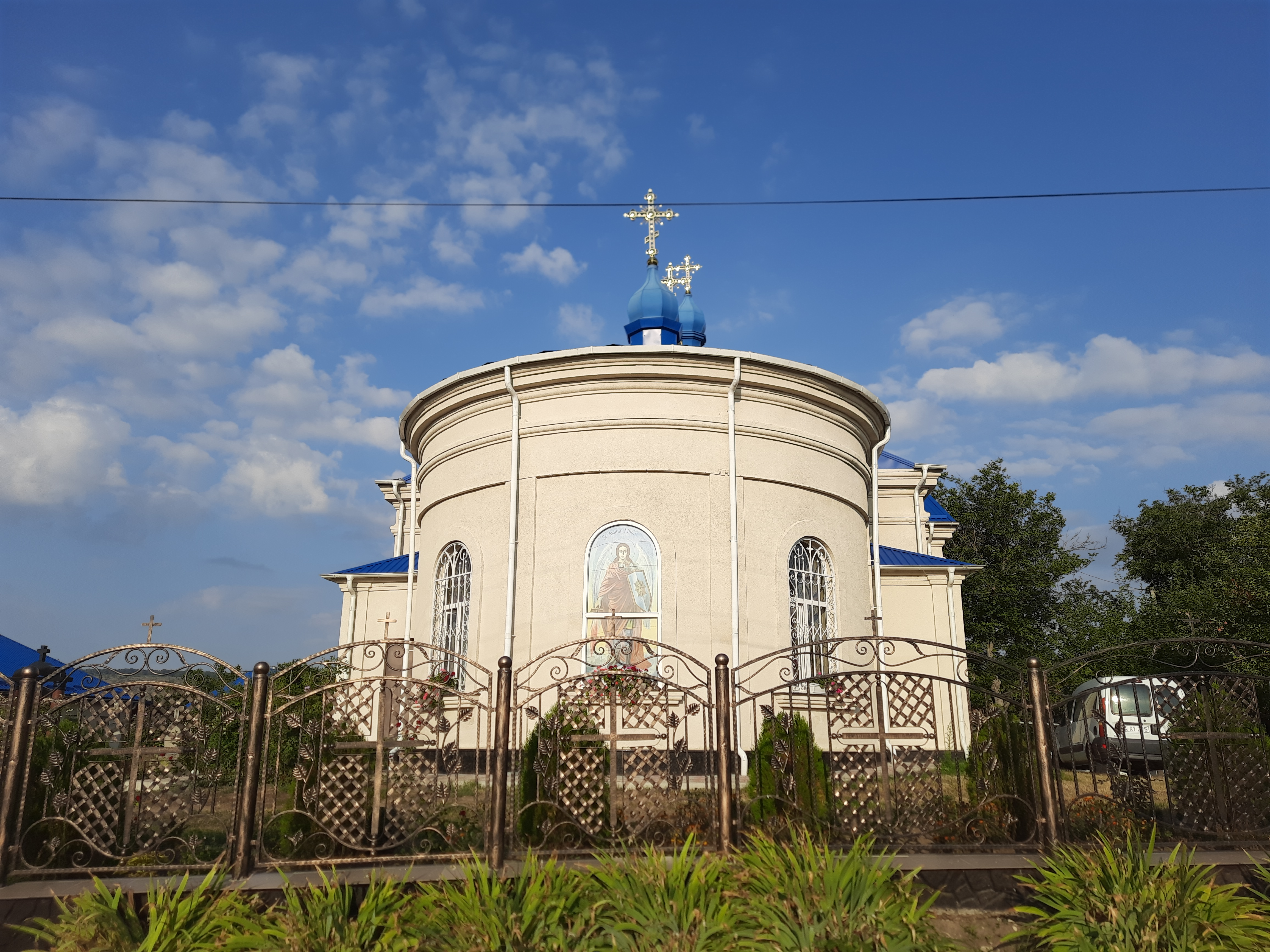
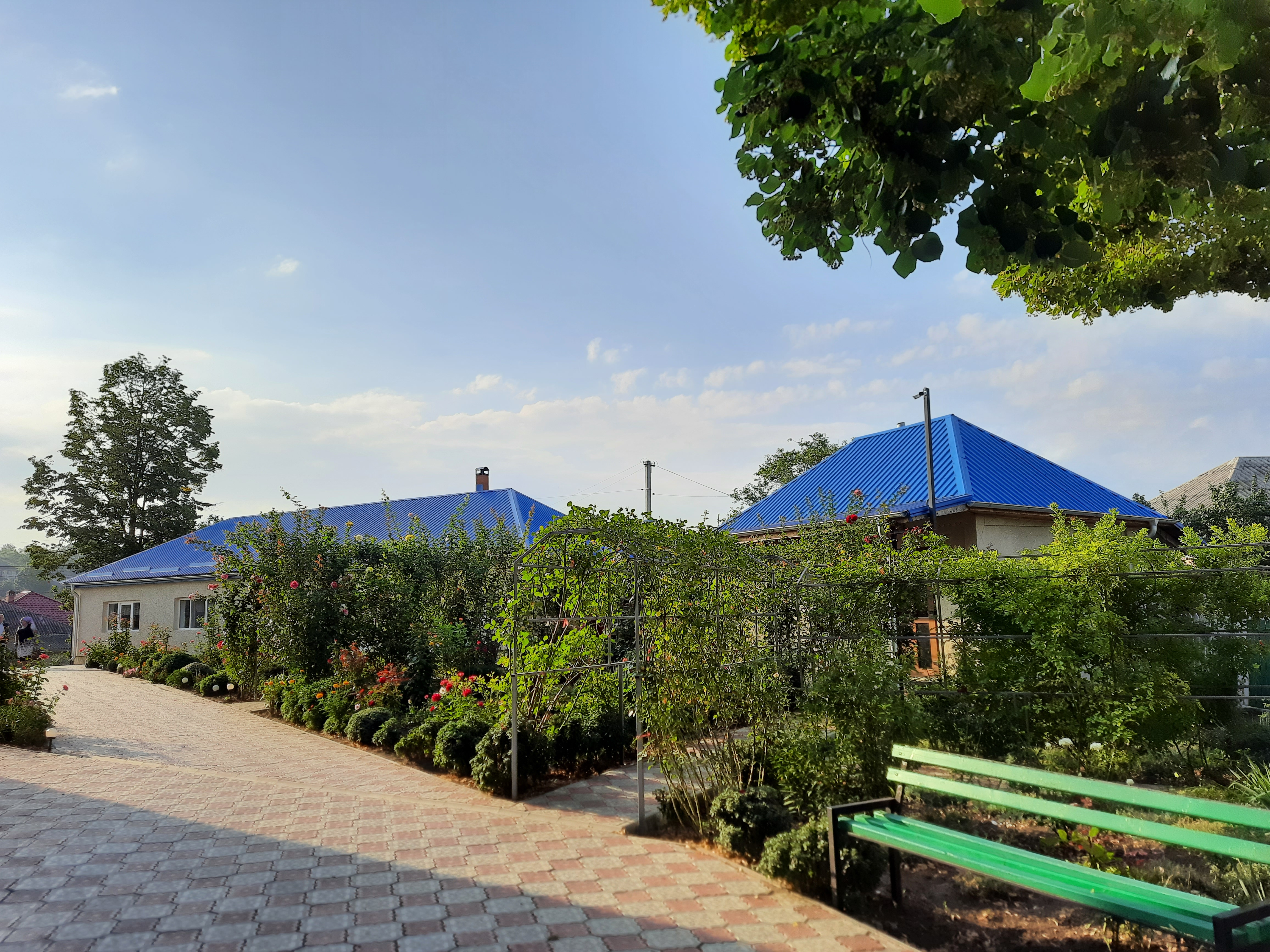
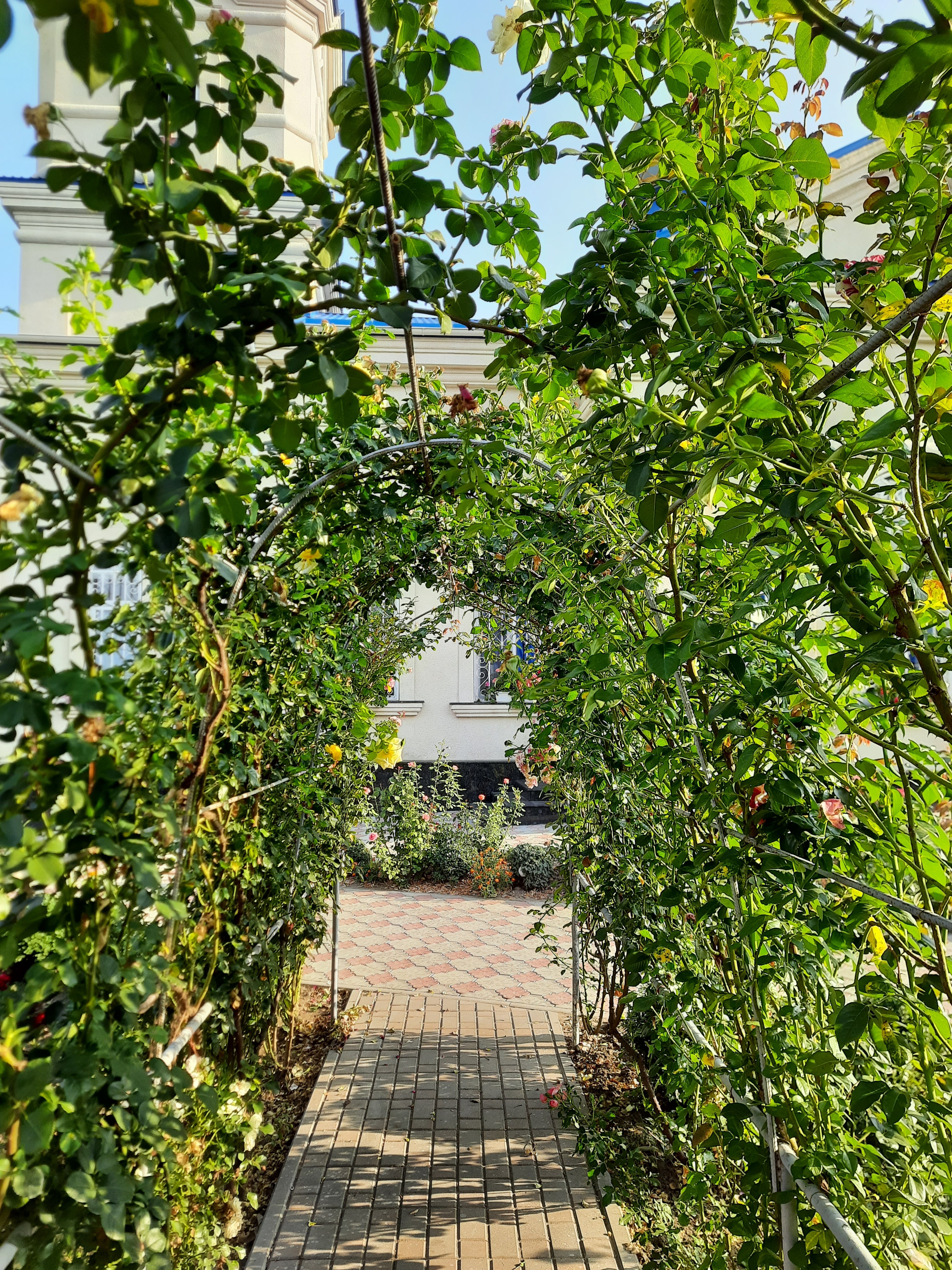
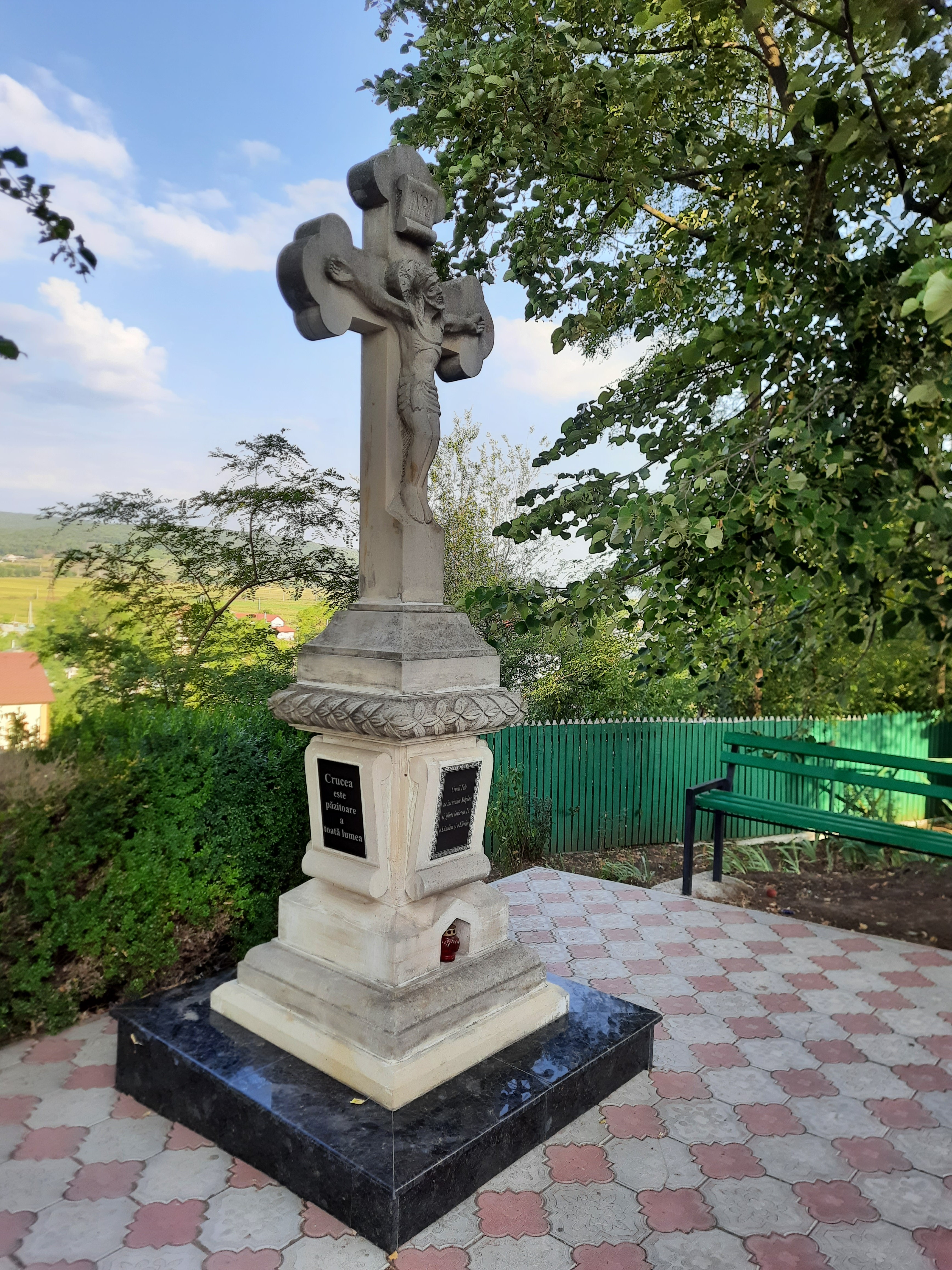
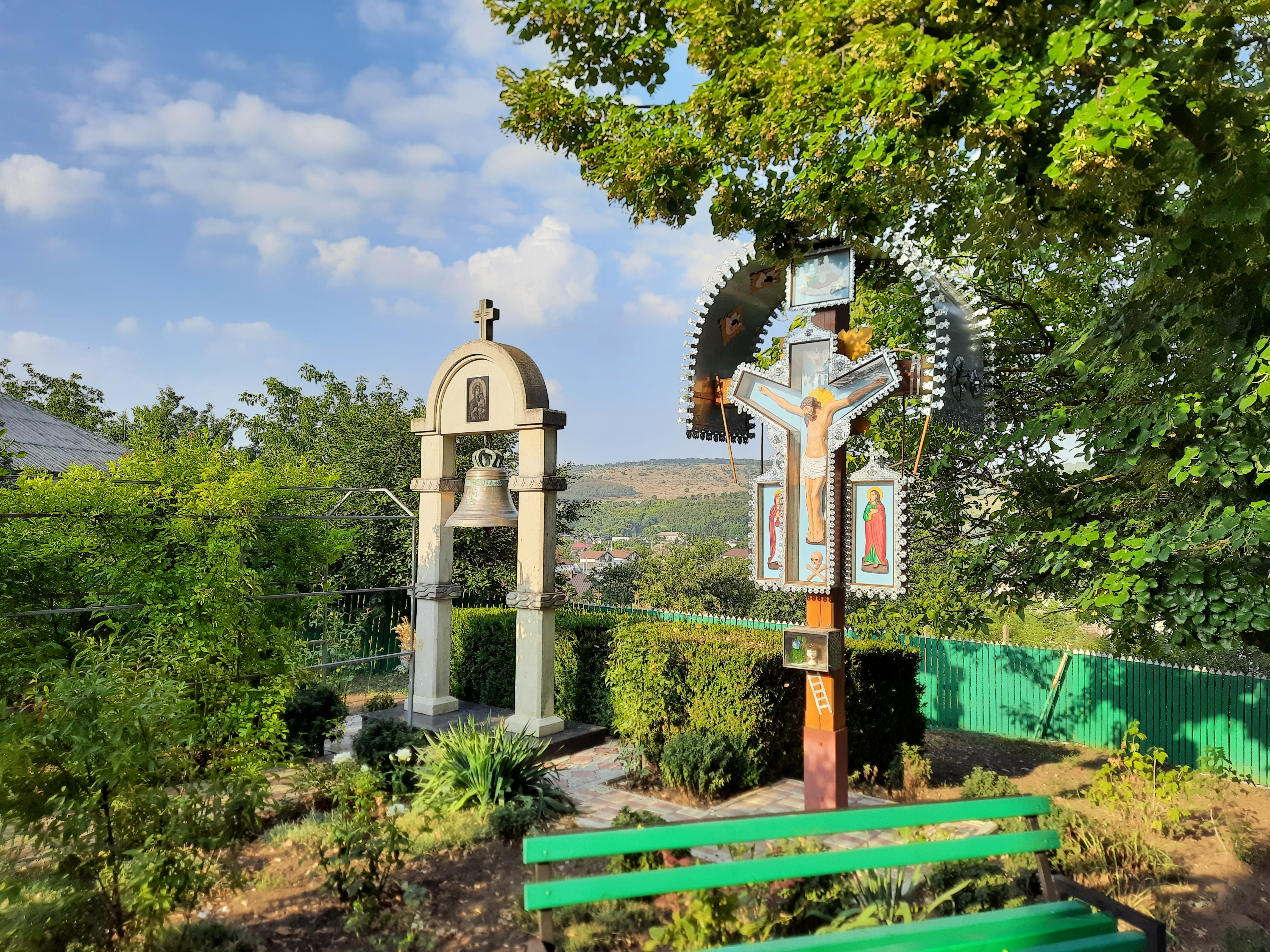

Biserica „Sf. Arhangheli Mihail și Gavriil” din localitate, monument ocrotit de stat.
Alte instituții

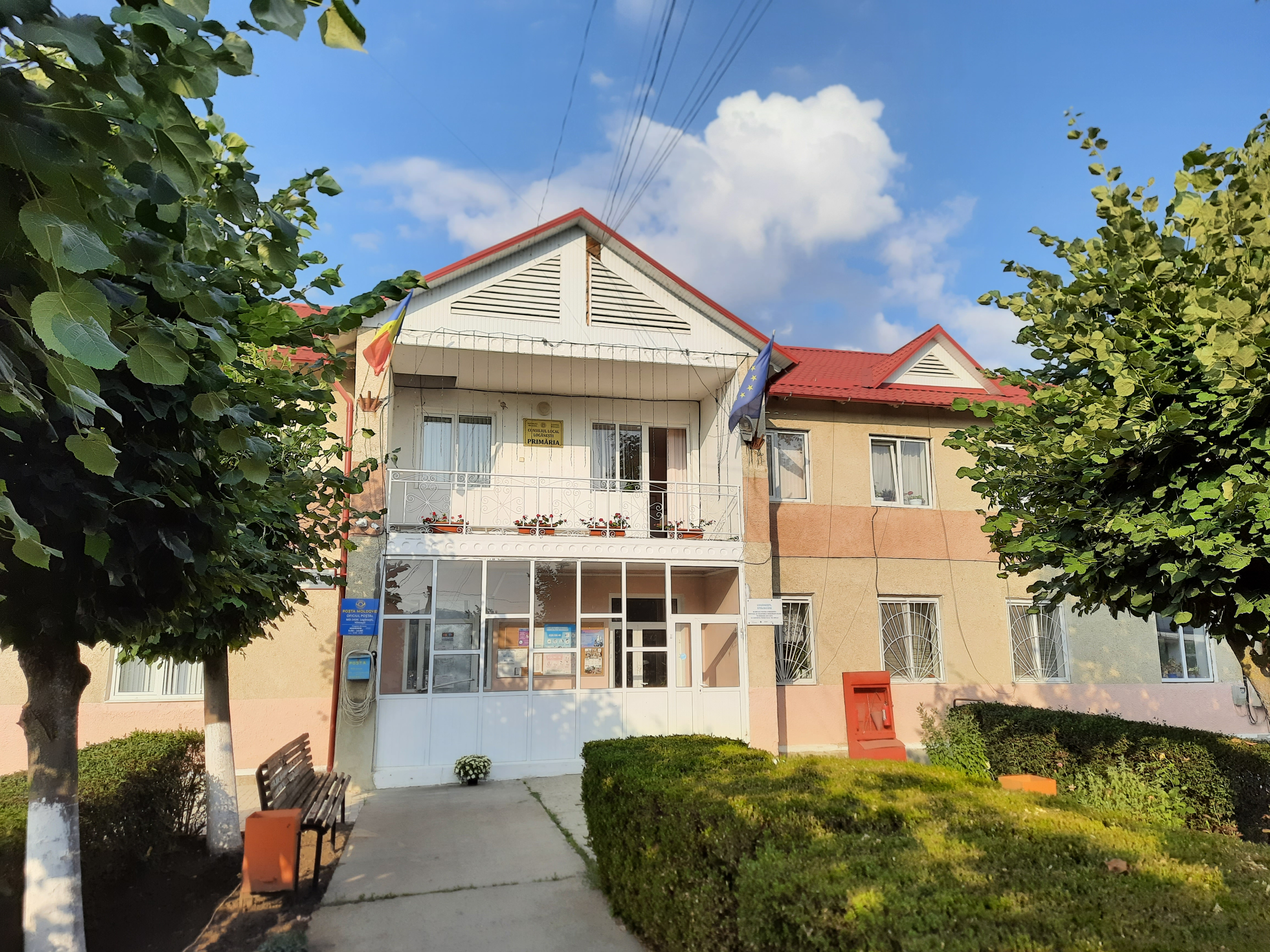
Primăria
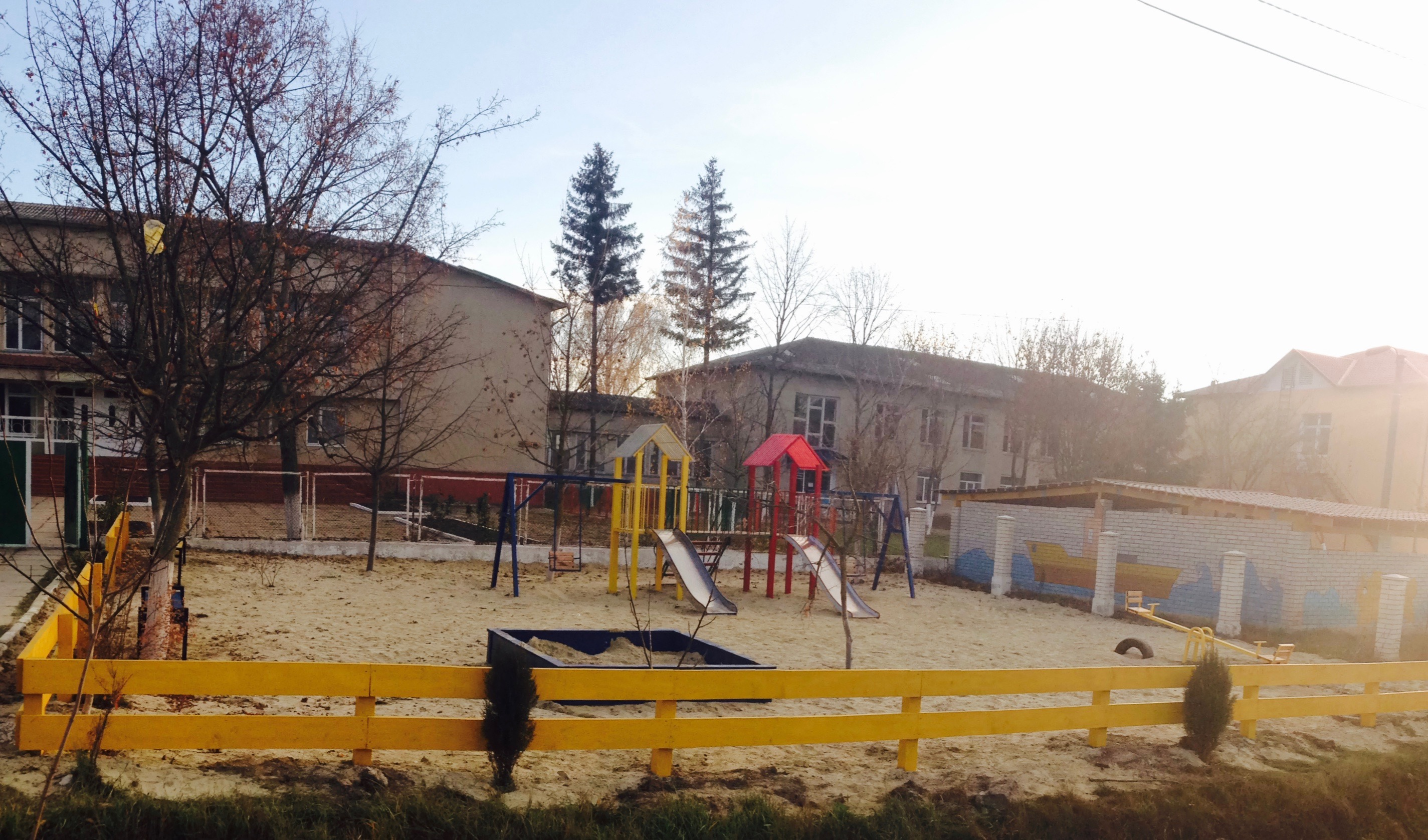
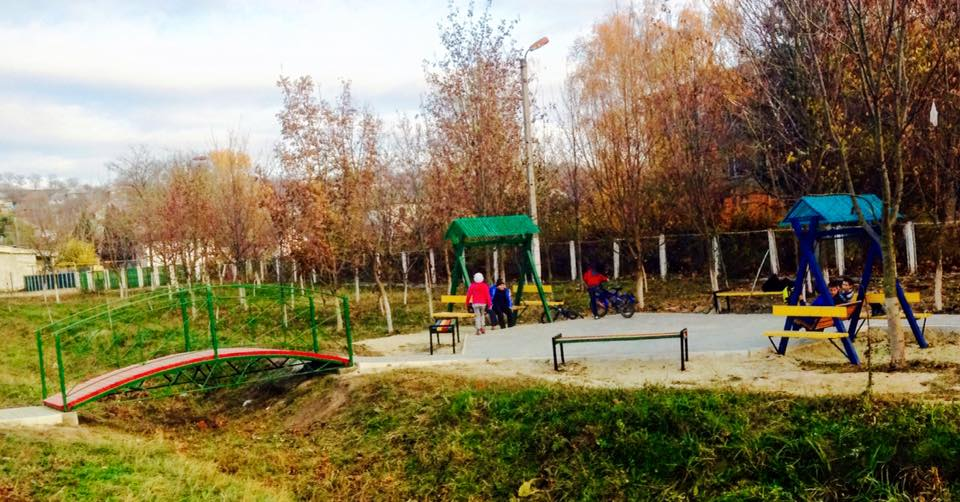
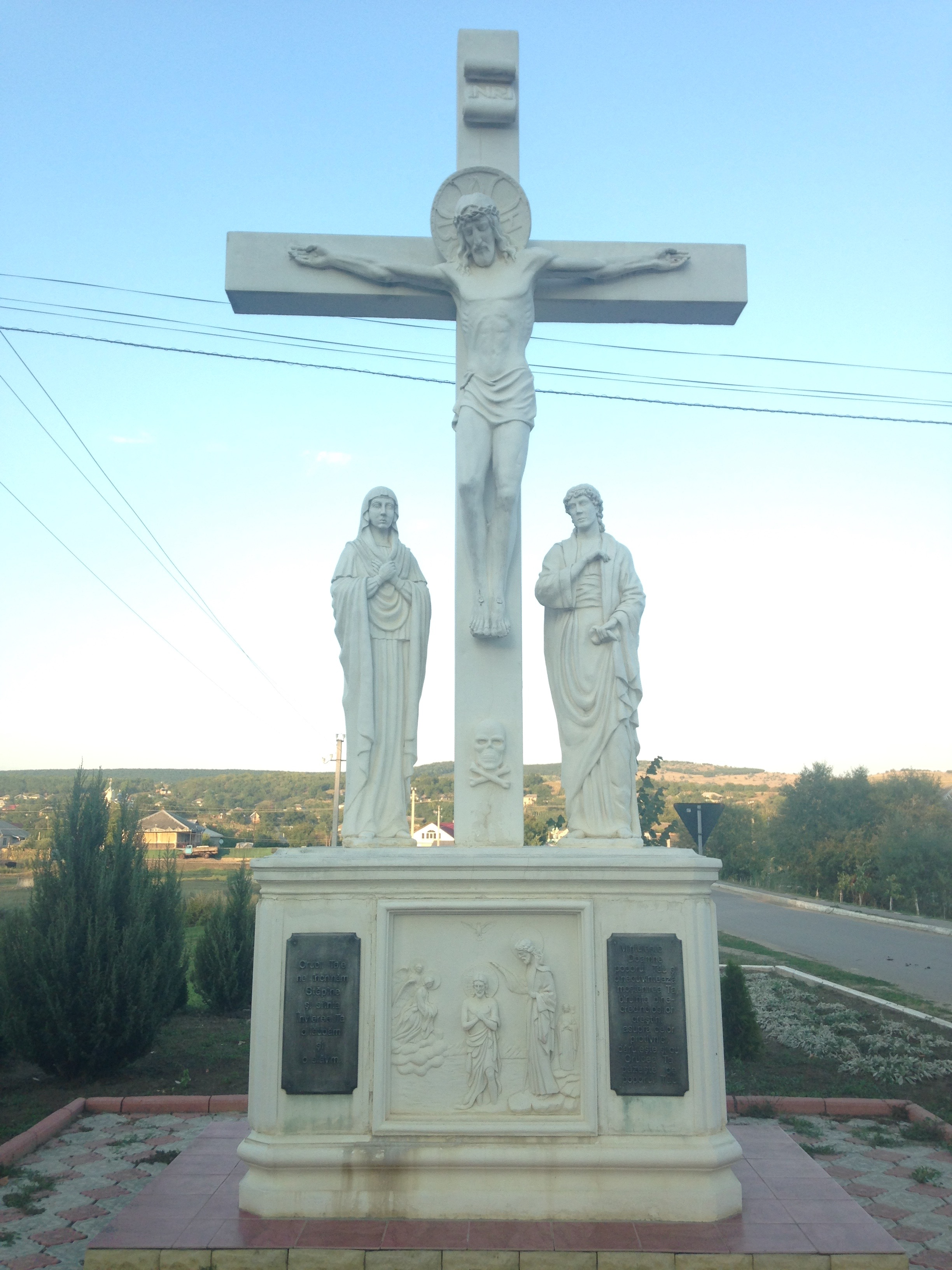